# 凤山镇 (博白县)
凤山镇，是中华人民共和国广西壮族自治区玉林市博白县下辖的一个乡镇级行政单位。

## 行政区划
凤山镇下辖以下地区：
凤山街社区、凤山村、周屋村、白马村、桥湖村、双底村、竹围村、石榕村、鸡塘村、周塘村、立石村、庞丁村、斗垌村、峨嵋村、龙城村、武卫村和云心村。